# Percy Adams (Fußballspieler)
Percy Adams (* 12. Juli 1914 in Stoke-on-Trent; † 1984) war ein englischer Fußballspieler, der in der Saison 1936/37 für Port Vale aktiv war. 
Adams kam als Amateur im August 1936 zu Port Vale und war zunächst für das Reserveteam in der Cheshire County League aktiv. Im Oktober 1936 erhielt er einen Profivertrag beim in der Third Division North spielenden Verein. Seinem Pflichtspieldebüt im Third Division North Cup gegen Mansfield Town im November folgten zwei weitere Einsätze auf der rechten Halbstürmerposition, darunter einer in der Liga gegen Hartlepools United (0:2), bevor er den Klub im April 1937 wieder verließ. Im Anschluss war er vermutlich kurzzeitig als Probespieler für den Macclesfield FC in der Cheshire County League aktiv.